# LevelDB
LevelDB는 구글의 펠로 제프 딘과 Sanjay Ghemawat가 개발한 오픈 소스 온디스크 키-값 스토어이다. 빅테이블의 영향을 받은 LevelDB는 New BSD 라이선스로 깃허브에 호스팅되고 있으며 다양한 유닉스 기반 시스템, macOS, 마이크로소프트 윈도우, 안드로이드로 이식되었다.

## 기능
LevelDB는 무작위 바이트 배열로 키와 값을 저장하며 데이터는 키로 정렬된다. 일괄 쓰기, 전방/후방 반복, 구글의 스내피 압축 라이브러리를 통한 데이터 압축을 지원한다.
LevelDB는 SQL 데이터베이스가 아니다. 다른 NoSQL 및 dbm 스토어들처럼 관계형 데이터 모델을 갖고 있지 않으며 SQL 쿼리를 지원하지 않는다. 인덱스 지원도 하지 않는다. 서버 또는 명령 줄 인터페이스가 없기 때문에 애플리케이션은 LevelDB를 라이브러리로 사용한다.